# フルトン (浮き砲台)
| Demologos, the first steam warship |                                                |
| 艦歴                               |                                                |
| 起工:                              | 1814年                                         |
| 進水:                              | 1815年                                         |
| 就役:                              | 1816年                                         |
| 退役:                              | 1829年6月4日、爆発事故により破壊               |
| 性能諸元                           |                                                |
| 排水量:                            | 基準：1,450 トン                               |
| 全長:                              | 153 ft 2 in (46.69 m)                          |
| 全幅:                              | 58 ft (18 m)                                   |
| 吃水:                              | 13 ft (4.0 m)                                  |
| 機関:                              | 蒸気機関                                       |
| 最大出力:                          | 120 shp                                        |
| 最大速力:                          | 5.5 ノット                                     |
| 兵装:                              | 32ポンド砲 30門 100ポンド コロンビヤード砲 2門 |

フルトン（USS Fulton）は、世界初の蒸気機関により推進するアメリカ合衆国の軍艦である。米英戦争の際にイギリス海軍からニューヨーク港を守るための浮き砲台として建造されたが、竣工前に戦争が終結したため、実戦で使われることはなく、また以降同様のコンセプトの艦船も建造されなかった。

## 艦歴

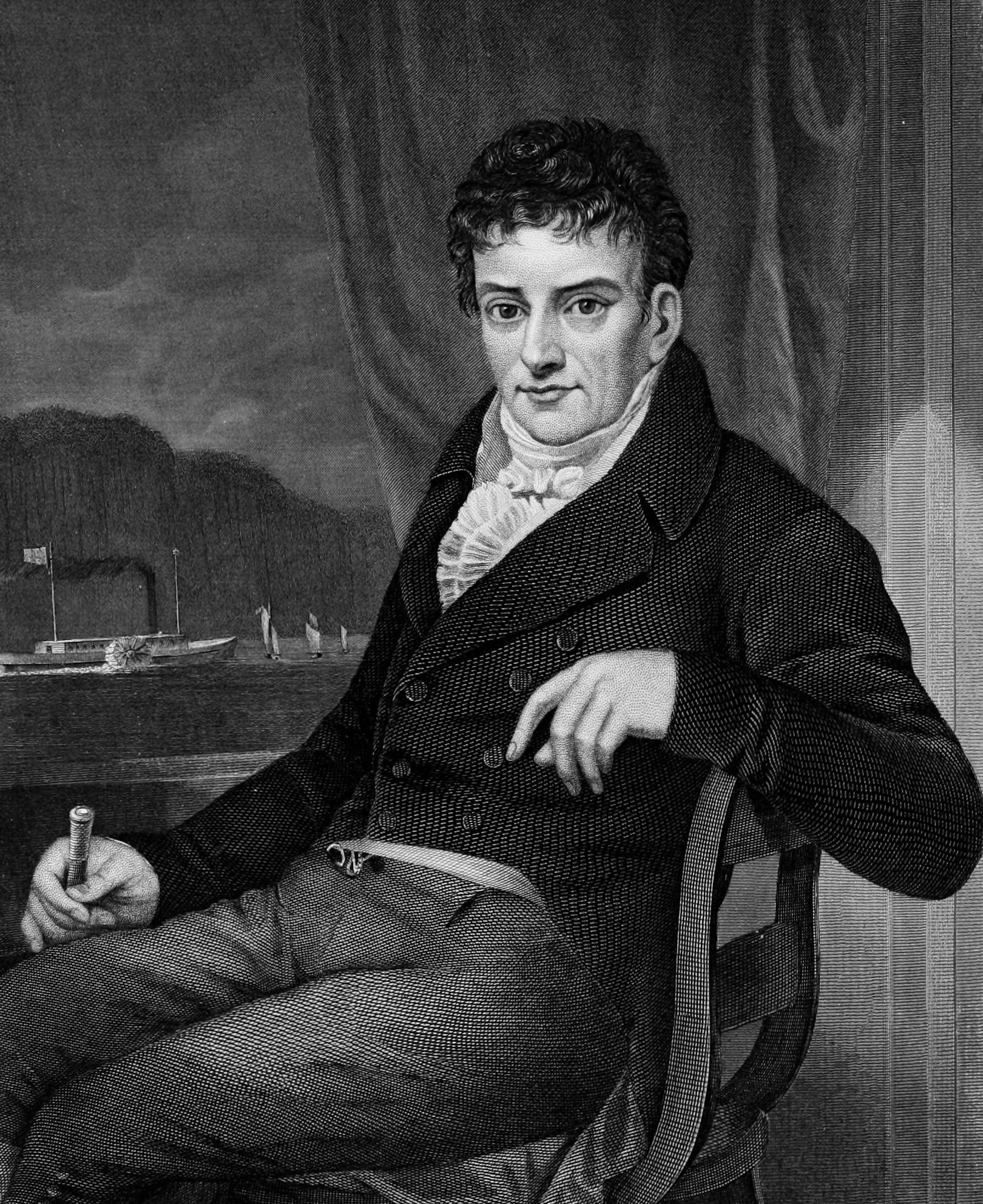
設計者ロバート・フルトン

1814年3月9日、アメリカ合衆国議会は、北米の商用汽船の先駆者であるロバート・フルトンの設計による蒸気軍艦の建造を承認した。1814年6月20日に民間の造船所アダム・アンド・ノア・ブラウンで起工し、1815年10月29日に進水した。公試の後、1816年6月にアメリカ海軍にて就役した。船は公式には命名されなかった。フルトンはこの船を「デモロゴス」（DemologosまたはDemologus）と呼んでいた。1815年2月25日のフルトンの死後、船は彼を讃えてフルトン(Fulton)と命名された。
竣工した時すでに、フルトンが戦力として投入されるはずだった戦争は終結していた。大統領ジェームズ・モンローを乗せてニューヨーク港内を案内したのが、フルトンが行った唯一の任務だった。1821年、フルトンは艤装が撤去されて予備艦となった。1825年以降、フルトンはブルックリン海軍工廠の浮き兵舎として使用された。1829年6月4日、停泊中に火薬が爆発し、フルトンの艦歴は突然終了した。この事故で48人が死亡した。

## 設計
フルトンは独自の革新的な設計をしていた。双胴船であり、外輪は2つの船体の間に設けられた。各船体は砲撃からの保護のために5 ft (1.5 m)の厚さで作られた。各船体の喫水線下に取り付けられた蒸気機関により、好条件で5.5ノット (10.2 km/h)の速度を達成することができた。32ポンド砲30門（舷側24門、艦首・艦尾に6門）が搭載できるように設計されていたが、海軍は十分な数の砲の入手に問題があったため、実際の運用中に搭載された砲の数はまちまちだった。また、100ポンドのコロンビヤード砲が前後に1門ずつ搭載されていた。

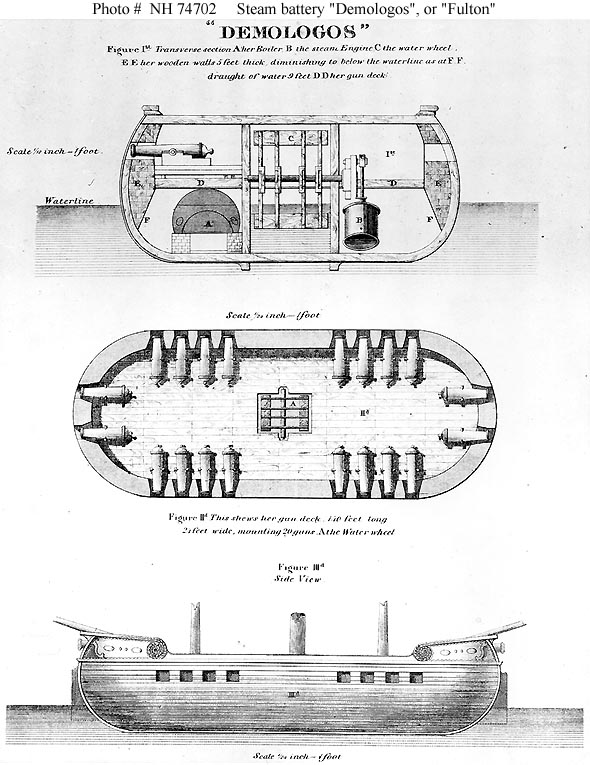
米国政府に当初提示されたデモロゴス（フルトン）の三面図。実際に建造された船は、この初期の提案とは大きく異なっていた。

ロバート・フルトンの設計は、外輪を動力とする軍艦につきものの問題をいくつか解決し、これがその後の軍艦への外輪船の採用につながった。外輪を2つの船体に挟んで中央に配置することで、砲火から保護した。また、この設計により舷側いっぱいに舷側砲を装備できるようになった。